# تل زيتون
تعرف تل زيتون أيضًا باسم تل الدنيبة، وهو موقع أثري على بعد 8 كيلومترات جنوب غرب راشيا في لبنان على ارتفاع 900 متر.
يقع تل زيتون في نهر الحاصباني الأعلى (وادي الفاطير) على الضفة اليمنى، شمال شرق قرية دنيبي، شرق الطريق.
تم معاينة الموقع بواسطة كوشكي A. Kuschke في عام 1954، تلتها معاينة لورين كوبلاند وجي كينغ في عام 1966، وأخيراً وليس آخرا جاك بيسانسون وفرانسيس هاورس في عام 1968.
وجد المنقبون أدوات عبارة عن فوقة (رأس الحربة) ومطرقة ونصل منجل مسنن. أعطت دراسة هذه الأدوات إلى نتائج تحيل نسبيا إلى ما يسمى بفترة عبيد وهو ما يعادل ويوازي بداية العصر الحجري الحديث في جبيل.

## وصلات خارجية
- Atlas des sites Prochaine-Orient 14000 et 5700 BP - MOM's online application - Atlas of Near East Archaeological Sites 14000 to 5700 BP

## طالع مواقع تلية أركيولوجية مشابهة
تلعفر، تل عقاب، تل بري، تل دير، تل أبيب (تلة)، تل حزين،، تل حشباي، تل أبيب، تل براك، تل الخويرة، تلكيف، تل ليلان، قطنا (مدينة أثرية)، تل الصافي، تل تمر، تل رياق، تل وردي